# Cité de l'architecture et du patrimoine
Cité de l'architecture et du patrimoine (česky zhruba Město architektury a národního dědictví) je odborné centrum architektury v Paříži, které se nachází v Palais de Chaillot na Place du Trocadéro v 16. obvodu. Se svými 22 000 m2 plochy patří zároveň k významným architektonickým muzeím na světě.

## Poslání
Cité de l'architecture et du patrimoine je veřejná instituce, která je podřízena ministerstvu kultury a komunikace. Jejím posláním je podporovat francouzskou architekturu ve Francii i v zahraničí a představovat zásadní díla francouzského architektonického dědictví a současnou světovou architekturu. Ve sbírkách jsou zastoupeny kresby, odlitky a modely historických památek, fresky, vitráže apod.

## Historie
Cité de l'architecture et du patrimoine vzniklo 17. září 2007 spojením tří různých subjektů:
- Musée des monuments français (Muzeum francouzských památek), které vzniklo z popudu architekta Viollet-le-Duca. Zaměřuje se na historické památky ve Francii.
- Institut français d'architecture ( Francouzský institut architektury), který byl založen v roce 1981 na podporu současné francouzské architektury.
- École de Chaillot (Škola Chaillot) je architektonická škola založená roku 1887, která připravuje architekty pro práci ve státním úřadu pro architekturu a úřadu historických památek.

V květnu 2009 Cité a tři další muzea vytvořila společně asociaci Colline des musées (Kopec muzeí).